# Gisela Albrecht
Gisela Albrecht, geborene Gisela Bröcker (* 12. Februar 1944 in Göttingen) ist eine deutsche Dermatologin und ehemalige Geschäftsführerin der Kaiserin-Friedrich-Stiftung, Berlin.

## Leben
Gisela Albrecht, geborene Bröcker, wurde 1944 in Göttingen als Tochter des Psychiaters Friedrich Bröcker und seiner Ehefrau Else geboren. Sie wuchs gemeinsam mit ihrer jüngeren Schwester in Bremen auf und legte dort 1963 das Abitur ab. Nach einer Ausbildung zur Krankenschwester an den Städtischen Krankenanstalten St. Jürgen in Bremen studierte sie mit einem Stipendium des Evangelischen Studienwerks Villigst von 1966 bis 1972 in Würzburg, Wien, Heidelberg und München Medizin. Neben dem deutschen legte sie auch das amerikanische Staatsexamen ab. Im gleichen Jahr wurde sie von der Ludwig-Maximilians-Universität München zum Dr. med. promoviert. Während ihrer Zeit in München lernte sie ihren späteren Ehemann, den Psychiater und Neurologen Jochen Albrecht, kennen. Mit ihm ist sie seit 1975 verheiratet.
Nach Studium und Promotion und Medizinalassistentenzeit in Landau an der Isar, Neuburg an der Donau und München nahm sie 1974 eine Tätigkeit als Assistenzärztin in der Abteilung für Plastische Chirurgie an der LMU München auf, wechselte aber wenig später mit ihrem Mann nach Berlin. Dort trat sie eine Stelle in der Hautklinik und Poliklinik im Klinikum Steglitz der Freien Universität Berlin unter der Leitung des Dermatologen Hans-Wolfgang Spier an. Nach Erwerb der Facharztbezeichnung für Haut- und Geschlechtskrankheiten war Gisela Albrecht ab 1977 als Oberärztin tätig. 
1984 wurde Gisela Albrecht Chefärztin der Abteilung für Dermatologie im Klinikum Spandau, Berlin. 1990 wurde Albrecht zunächst stellvertretende, 2001 dann Ärztliche Leiterin des Klinikums Spandau, das wenig später mit allen städtischen Krankenhäusern in Berlin in der Vivantes GmbH zusammengefasst wurde. Nach ihrem Eintritt in den Ruhestand im Jahr 2009 war sie noch dreieinhalb Jahre in der ambulanten Versorgung in einem Hautarztzentrum in Berlin-Tegel tätig.
Ein besonderes Anliegen von Gisela Albrecht war die Förderung von Dermatologinnen bei der Übernahme von Führungsaufgaben. Im Jahr 2000 gründete sie dazu den Verein „Frauen in der Dermatologie“, deren Präsidentin sie viele Jahre war.
Im Jahr 2009 übernahm sie ehrenamtlich die Geschäftsführung der Kaiserin-Friedrich-Stiftung für das ärztliche Fortbildungswesen in Berlin.

## Auszeichnungen (Auswahl)
- Louise-Schroeder-Medaille des Landes Berlin
- Georg-Klemperer-Medaille der Ärztekammer Berlin 2013
- Paracelsus-Medaille der Deutschen Ärzteschaft 2014